# Megaselia albocingulata
Megaselia albocingulata är en tvåvingeart som först beskrevs av Gabriel Strobl 1906.  Megaselia albocingulata ingår i släktet Megaselia och familjen puckelflugor. Arten är reproducerande i Sverige. Inga underarter finns listade i Catalogue of Life.